# Орбита (футбольный клуб, Минск)
«Орбита» — белорусский футбольный клуб из Минска. С 1974 по 1991 годы принимал участие в чемпионате Белорусской ССР по футболу.

## История
В 1984 году, футбольный клуб «Орбита» выиграл чемпионат БССР. Сезон стал самым успешным для минской команды. В 1992 году после распада СССР команда стала играть в второй белорусской лиге (Д-2), но в следующем году стала играть на любительском уровне. Вновь сыграла на профессиональном уровне в 2000 году, играя во второй лиге (Д-3), но в следующем году опять перешла в разряд любительских. В настоящее время «Орбиту» представляет только молодёжная команда, участвующая в молодёжном чемпионате. Существует детский клуб «Орбита».